# Батлер (Іллінойс)
Батлер (англ. Butler) — селище (англ. village) в США, в окрузі Монтгомері штату Іллінойс. Населення — 164 особи (2020).

## Географія
Батлер розташований за координатами 39°11′51″ пн. ш. 89°31′55″ зх. д. / 39.19750° пн. ш. 89.53194° зх. д. (39.197622, -89.531850).  За даними Бюро перепису населення США в 2010 році селище мало площу 1,49 км², уся площа — суходіл.

## Демографія
Згідно з переписом 2010 року, у селищі мешкало 180 осіб у 72 домогосподарствах у складі 55 родин. Густота населення становила 121 особа/км².  Було 83 помешкання (56/км²).
Расовий склад населення:
| - 99,4 % — білих |

До двох чи більше рас належало 0,6 %. Частка іспаномовних становила 0,0 % від усіх жителів.
За віковим діапазоном населення розподілялося таким чином: 21,7 % — особи молодші 18 років, 63,3 % — особи у віці 18—64 років, 15,0 % — особи у віці 65 років та старші. Медіана віку мешканця становила 39,7 року. На 100 осіб жіночої статі у селищі припадало 109,3 чоловіків;  на 100 жінок у віці від 18 років та старших — 95,8 чоловіків також старших 18 років.
Середній дохід на одне домашнє господарство  становив 51 193 долари США (медіана — 33 750), а середній дохід на одну сім'ю — 62 388 доларів (медіана — 48 333). За межею бідності перебувало 16,9 % осіб, у тому числі 33,3 % дітей у віці до 18 років та 6,7 % осіб у віці 65 років та старших.
Цивільне працевлаштоване населення становило 57 осіб. Основні галузі зайнятості: освіта, охорона здоров'я та соціальна допомога — 29,8 %, виробництво — 12,3 %, фінанси, страхування та нерухомість — 12,3 %.